# منصور حسن بن رجب
منصور حسن بن رجب وزير سابق للبلديات والزراعة في مملكة البحرين من مواليد المنامة / 1951 م.

## المؤهلات العلمية
بكالوريوس إدارة الأعمال

## المناصب
المناصب العامة والخاصة التي شغلها:
- مختار المنطقة الثالثة محافظة العاصمة
- رئيس الهيئة العامة للمواكب الحسينية لعدة سنوات
- نائب رئيس مجلس الأوقاف الجعفرية
- عضو مجلس الشورى للدورة الثالثة من الفصل التشريعي الأخير قبل إعلان المملكة
- رئيس مجلس إدارة شركة العهد للصحافة والنشر
- رئيس مجلس إدارة شركة العهد العقارية
- رئيس مجلس إدارة شركة تطوير العقار
- رئيس مجلس إدارة شركة بلدوماك للتجارة والمقاولات
- رئيس مجموعة ريجال للمقاولات
- رئيس المؤسسة البحرينية الإيرانية للاستيراد والتصدير
- الرئيس الفخري لجمعية البحرين لمدربي السياقة
- الرئيس الفخري لنادي الاتحاد 2007
- عضو مجلس الشورى للفصل التشريعي الأول 2003
- النائب الثاني لرئيس مجلس الشورى لدوري الانعقاد الثالث والرابع من الفصل التشريعي الأول
- وزير شئون البلديات والزراعة منذ 11 ديسمبر 2006 م

### عضوية الجمعيات
- عضو مؤسس وعضو مجلس إدارة لجمعية الميثاق
- عضو مؤسس لجمعية الرابطة الإسلامية
- عضو جمعية اللؤلؤ والمحار البحرينية
- عضو جمعية الهلال الأحمر البحرينية

## الاهتمامات العامة
- باحث في التاريخ البحريني الحديث وكاتب في الشئون العامة
- ناشط في شئون البيئة والمحافظة عليها
- ناشط في رعاية التراث البحريني